# ريوتا أريميتسو
ريوتا أريميتسو (باليابانية: 有光 亮太) (21 أبريل 1981 في ليزوكا في اليابان – )؛ هو لاعب كرة قدم ياباني سابق كان يلعب كمهاجم.

## وصلات خارجية
- ريوتا أريميتسو على موقع رابطة كرة القدم اليابانية للمحترفين (اليابانية)
- ريوتا أريميتسو على موقع قاعدة بيانات كرة القدم.إي يو (الإنجليزية)
- ريوتا أريميتسو على موقع Soccerway.com (الإنجليزية)
- ريوتا أريميتسو على موقع عالم كرة القدم.نت (الإنجليزية)